# Pilgrim II. von Wernau
Pilgrim II. von Wernau († 26. September 1451 in Kempten) war 48. Fürstabt des Fürststifts Kempten in den Jahren von 1434 bis zu seinem Tod.

## Pilgrim von Wernau im Familienkontext
Die Familie von Wernau war ein schwäbisches Adelsgeschlecht (siehe auch Liste schwäbischer Adelsgeschlechter). Namensgebender Stammsitz ist die ehemalige Burg Wernau im Weiler Wernau auf dem Hochsträß, heute Teil der Stadt Erbach im Alb-Donau-Kreis. Pilgrim von Wernau war der Bruder Ludwigs von Wernau d. Ä., der ursprünglich in Weilheim saß aber im Jahre  1479 Unterboihingen und Pfauhausen erworben hatte. Dessen Sohn Johannes von Wernau war Abt Pilgrims Neffe.

## Leben

### Geistlicher
1414 trat er als Kapitular in die Benediktinerabtei des Fürststifts Kempten ein. Für das Jahr 1431 ist er als Kustos erwähnt. Als Pilgrim II. von Wernau wurde er am 14. Mai 1434 zum Fürstabt gewählt und empfing die Regalien von Kaiser Sigismund.

### Fürstabt
Während seiner Amtszeit erhielt das Fürststift die Pfarrrechte und Einkünfte von Hawangen und Haldenwang. Ferner kaufte er 1436 die Festung Schöneberg sowie im Jahre 1447 die Herrschaft Liebenthann. Letztere umfasste Burg und Bauhof Liebenthann, Kirchenvogtrecht und der Zoll zu Obergünzburg.

### Auftraggeber der Hildegardhandschrift
Er gilt als mutmaßlicher Auftraggeber einer Handschrift über 30 Wunder, die Hildegard zugeordnet wurden. Diese Handschrift wurde im Jahre 1994 bei Christie’s versteigert.
Blatt 5 des Foliants zeigt folgendes Bild:
Der Papst und Karl der Große thronen unter einem blau-grünen Baldachin. Der Kaiser hält eine Ediktrolle mit Siegel. Unten Hildegard mit Krone und Ludwig der Fromme, beide zeigen auf das Gebäude der Abtei zwischen ihnen. Zu deren Füßen hält Abt Pilgrim (mit Wappen von Wernau) eine Schriftrolle mit der Aufschrift:
"Hyltigardis sancta et campidonens cenobii fundatrix, sis michi et monasterio meo auxiliatrix"
„Heilige Hildegard und Gründerin des Klosters Kempten, sei mir und meinem Kloster eine Helferin.“

## Bildnis in der Portraitgalerie zu Kempten
Ein fiktives Porträtbild im Fürstensaal der Residenz aus dem 18. Jahrhundert zeigt ihn als Fürstabt ohne Kopfbedeckung mit Tonsur und im Ordensgewand der Benediktiner mit einer schwarzen Dogge als Sinnbild für Treue und Glaube. Ein zwischen Schwert und Szepter auf dem Tisch liegendes Schriftstück verweist auf den Kauf des Schlosses Liebenthann. An einer Säule neben dem Pedum ist das Wappenschild der von Wernau dargestellt. Links neben dem Fürstabt eröffnet ein Portal den Blick auf einen flachen Bergrücken mit einer Burganlage, vermutlich Schloss Liebenthann.